# Поиски абсолюта
«Поиски абсолюта» (фр. La Recherche de l'absolu) — роман французского писателя Оноре де Бальзака, впервые опубликованный в 1834 году в виде семи разрозненных глав. Как отдельная книга вышел в 1839 году, своё место в составе «Человеческой комедии» (в разделе «Философские этюды») занял в 1845.

## Сюжет
Главный герой романа — учёный-химик Клаас, который ищет способы получения искусственных алмазов. Для него это только часть поисков «Абсолюта» — «субстанции, общей всем творениям».